# Unterseeboot 42 (1939)
Pour les articles homonymes, voir Unterseeboot 42.
Le Unterseeboot 42 (ou U-42) est un sous-marin allemand (U-Boot) de type IX construit pour la Kriegsmarine pendant la Seconde Guerre mondiale.
Il est commandé dans le cadre du plan Z le 21 novembre 1936 en violation du traité de Versailles qui proscrit la construction de ce type de navire par l'Allemagne.

## Présentation
Mis en service le 15 juillet 1939, l'Unterseeboot 42 est affecté à la flottille de combat Unterseebootsflottille Handius à Wilhelmshaven en Allemagne, puis au sein de la 6. Unterseebootsflottille à partir du 2 octobre 1939.
Il quitte le port de Wilhelmshaven pour sa première patrouille le 2 octobre 1939 sous les ordres du Kapitänleutnant Rolf Dau. 

Après 12 jours en mer et un palmarès d'un navire marchand endommagé de 4 803 tonneaux, l'U-42 est coulé le 13 octobre 1939 dans l'Atlantique nord au sud-ouest de l'Irlande à la position géographique de 49° 12′ N, 16° 00′ O par des charges de profondeurs lancées par les destroyers britannique HMS Imogen et HMS Ilex. Il n'y aura que vingt survivants sur les quarante-six membres d'équipage après cette attaque. Ces derniers sont faits prisonniers.

## Affectations successives
- Unterseebootsflottille Handius du 15 juillet au 1er octobre 1939 (entrainement)
- 6. Unterseebootsflottille du 12 octobre au 13 octobre 1939 (service actif)

## Commandement
- Kapitänleutnant Rolf Dau du 15 juillet 1939 au 13 octobre 1939

## Patrouilles
|       | Commandant      | Départ         | Départ        | Arrivée         | Arrivée | Jours    | Succès  |
| ----- | --------------- | -------------- | ------------- | --------------- | ------- | -------- | ------- |
| 1     | Kptlt. Rolf Dau | 2 octobre 1939 | Wilhelmshaven | 13 octobre 1939 | Coulé   | 12 jours | 4 803   |
| Total | Total           | Total          | Total         | Total           | Total   | 12 jours | 4 803 t |

Note : Kptlt. = Kapitänleutnant

## Navires coulés
L'U-42 a seulement endommagé un navire marchand de 4 803 tonneaux au cours de l'unique patrouille (12 jours en mer) qu'il effectua.
| Date            | Nom       | Nationalité     | Tonnage (GRT) | Fait      |
| --------------- | --------- | --------------- | ------------- | --------- |
| 13 octobre 1939 | Stonepool | Grande-Bretagne | 4 803         | Endommagé |

### Source
- (en) Cet article est partiellement ou en totalité issu de l’article de Wikipédia en anglais intitulé « German submarine U-42 (1939) » (voir la liste des auteurs).